# Вендланд

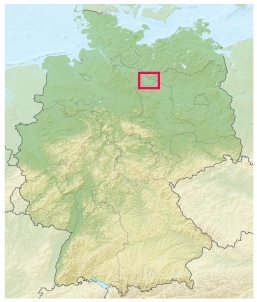
Приблизительное местоположение

Вендланд (также Ганноверский Вендланд) — историческая область в восточной части Нижней Саксонии, в значительной степени совпадающая с современной административной единицей Люхов-Данненберг.

## Название

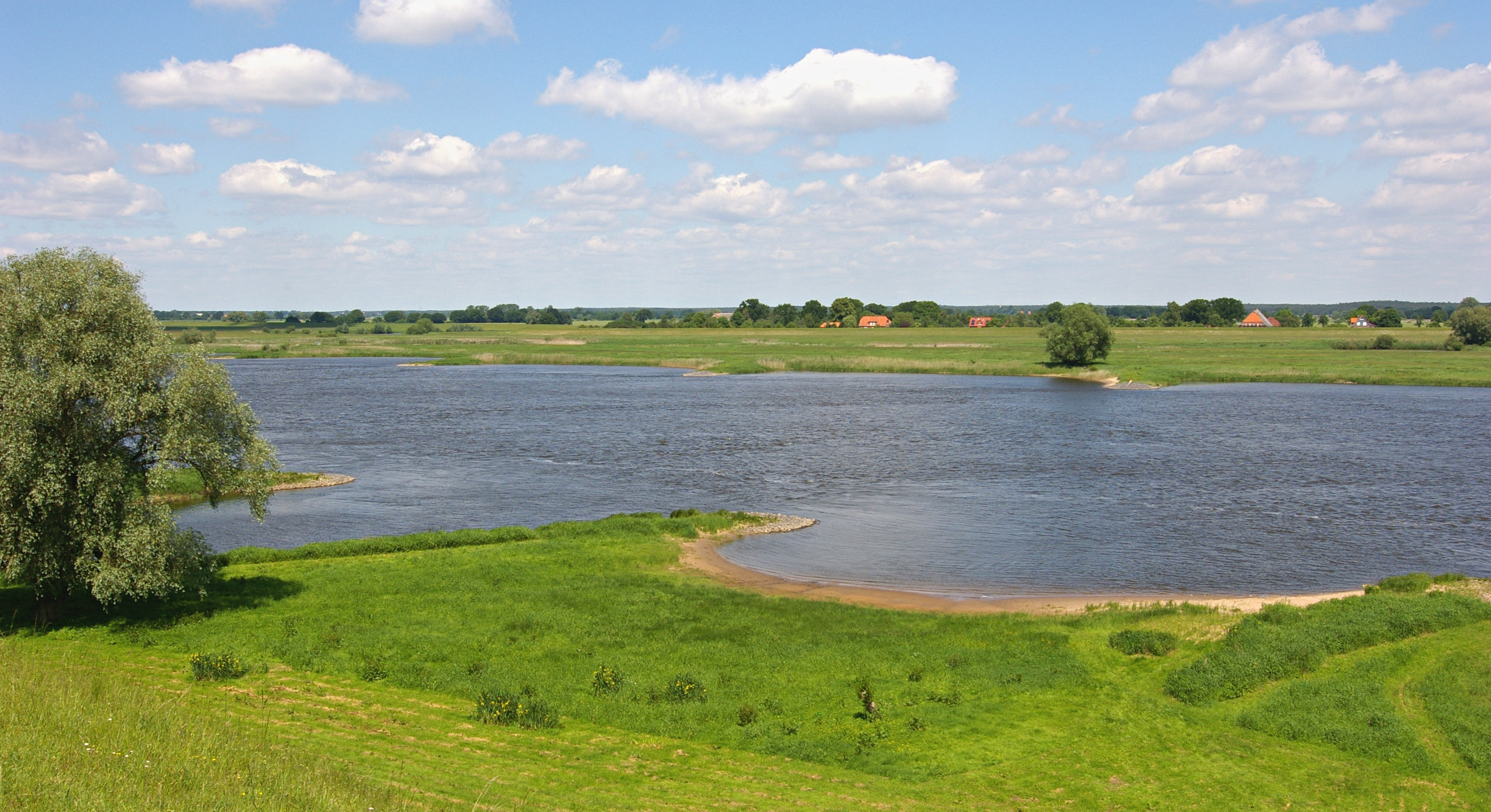
На севере Вендланд ограничен поймой Эльбы.

Вендланд — относительно недавнее территориальное название. Термин вошёл в употребление лишь около 1700 года, когда священник из Вустрова составил отчёт о языке, привычках, обычаях и традициях древянских жителей этого региона. Он называл жителей округа Данненберг вендами (славянами) и назвал эту область Вендланд. Утверждения о том, что территория Вендланда традиционно ограничивалась непосредственной близостью к окружному городу Люхов, недостоверны. Напротив, территория расселения одноимённых вендов когда-то простиралась за пределы сегодняшнего округа Люхов-Данненберг и охватывала другие части Нижней Саксонии, а также части федеральных земель Бранденбург, Мекленбург-Передняя Померания и Саксония-Анхальт.  Поскольку определённая здесь территория включает только вендские области, которые тогда были частью Ганновера, а сейчас являются частью Нижней Саксонии, ей было присвоено название Люнебург-Вендланд, позднее более подходящее название — Ганноверский Вендланд. Термин приобрёл популярность с 1970-х годов, особенно в связи с протестами против атомной энергетики и основанием «Свободной Вендландской Республики».

## Ландшафт

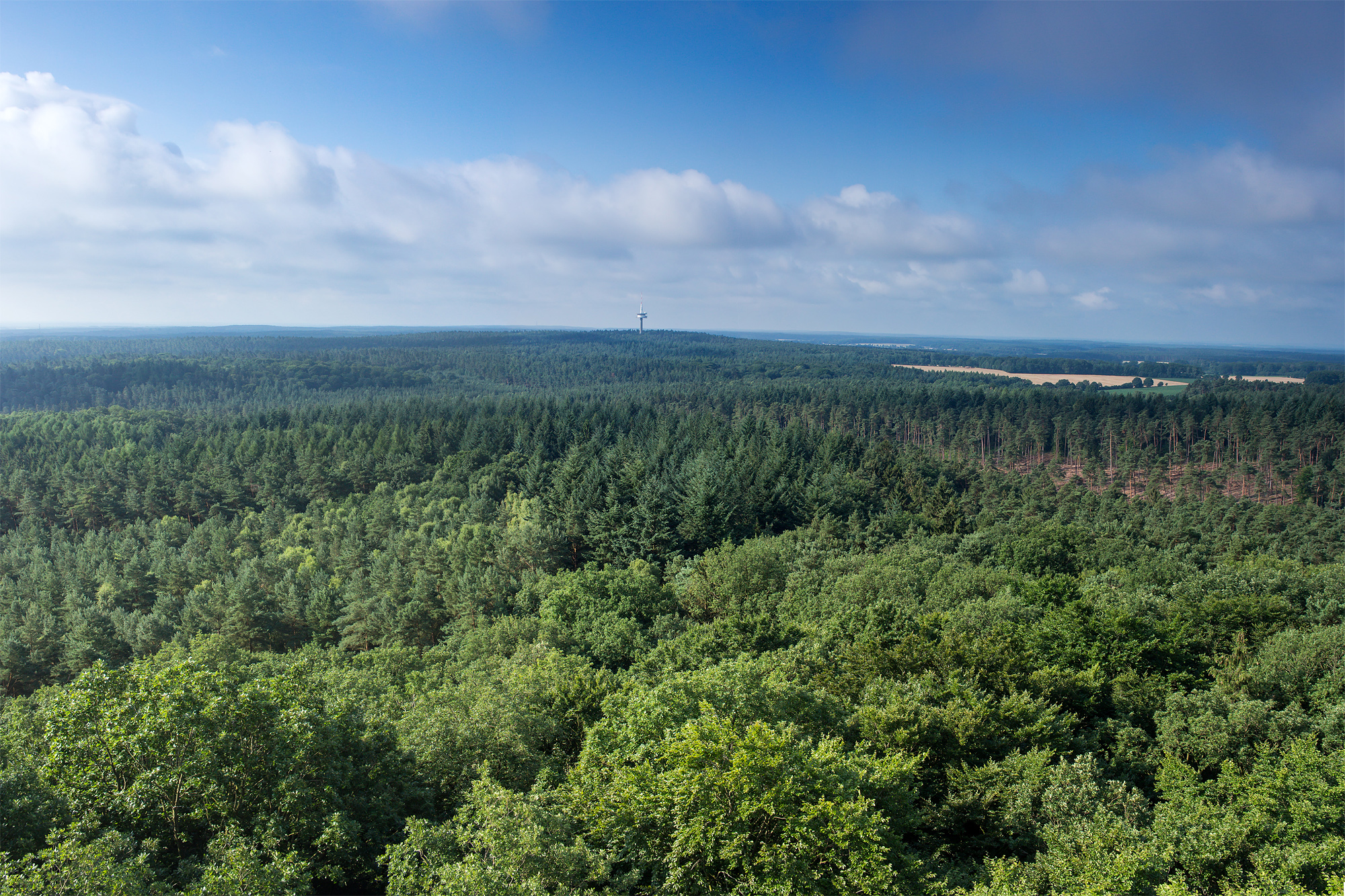
В западной части Вендланда доминирует лесистый хребет Дравен

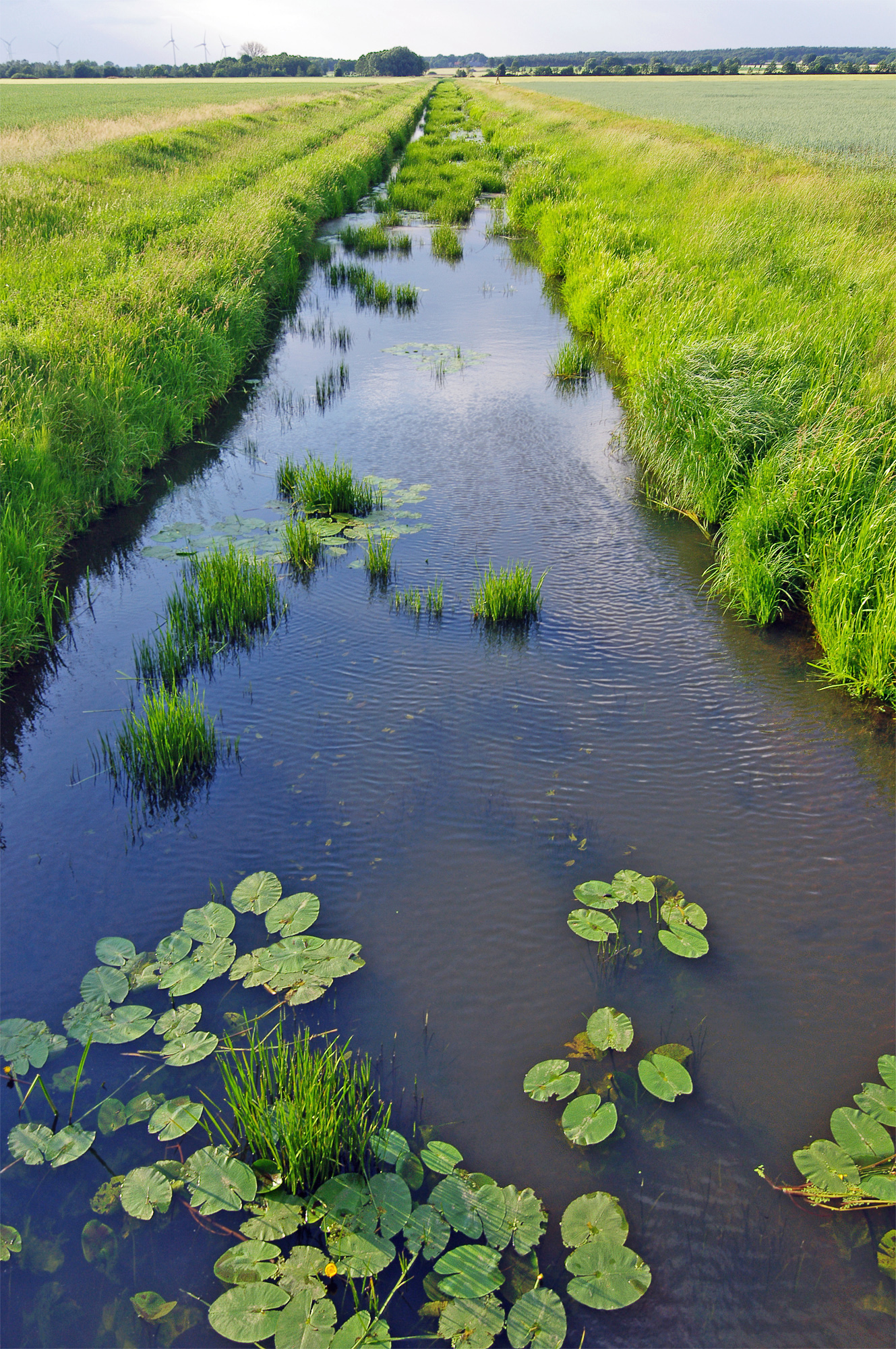
Низменности Люхов-Ландграбен и Гренцграбен отделяют Вендланд на юге от Альтмарка; Вид через «Флотграбен» на Лемгов

Географически западная часть Вендланда представляет собой восточную окраину Люнебургской пустоши, которая сформировалась во время Заальского ледникового периода и частично является частью Восточной пустоши. В ландшафте доминирует хребет Дравен, который также известен как восточно-ганноверская гравийная конечная морена. Это песчаный грунт, на котором были посажены сосны. Из-за неплодородных почв и нехватки воды из-за водопроницаемости эта территория на протяжении всей своей истории была неблагоприятна для заселения. Однако большая часть Ганноверского Вендланда расположена в ледниковой долине Эльбы. Различают собственно долину Эльбы на севере и Люховскую низменность. Последняя представляет собой невысокую террасу, которую пересекают многочисленные водные пути (самый крупный из которых — Йетцель), каналы и рвы. Холмы образованы небольшими островными моренами, такими как Эринг, Лемгов, Лангендорфер-Гестинзель и Хёбек. На востоке, на большой песчаной дюнной равнине, находится лес Гартауэр.

## Культура и история
Вендланд находился под значительным влиянием полабской культуры. В Средние века и  вплоть до раннего Нового времени Вендланд был заселен славянами, которых немецкое население называло вендами. Сохранилось множество местных топонимов славянского происхождения. Славянский язык жителей Вендланда, дравенополабский, вымер в 1756 году. До этого Вендланд был самой западной точкой славянского языкового ареала. Для Вендланда также характерны многочисленные рундлинги (круглые деревни).
До падения Берлинской стены в 1989/90 годах Вендланд, относившийся к ФРГ, но вдававшийся в территорию ГДР, был приграничной зоной. С конца 1970-х годов он стал известен на всю страну в связи с протестами экологических активистов против хранилища ядерных отходов в Горлебене и «провозглашением» Свободной Вендландской республики в 1980 году.
С 1989 года в Вендланде ежегодно между Вознесением и Пятидесятницей проводится Культурный сельский праздник, являющийся одним из самых масштабных культурных мероприятий в Германии.

## Типы поселений

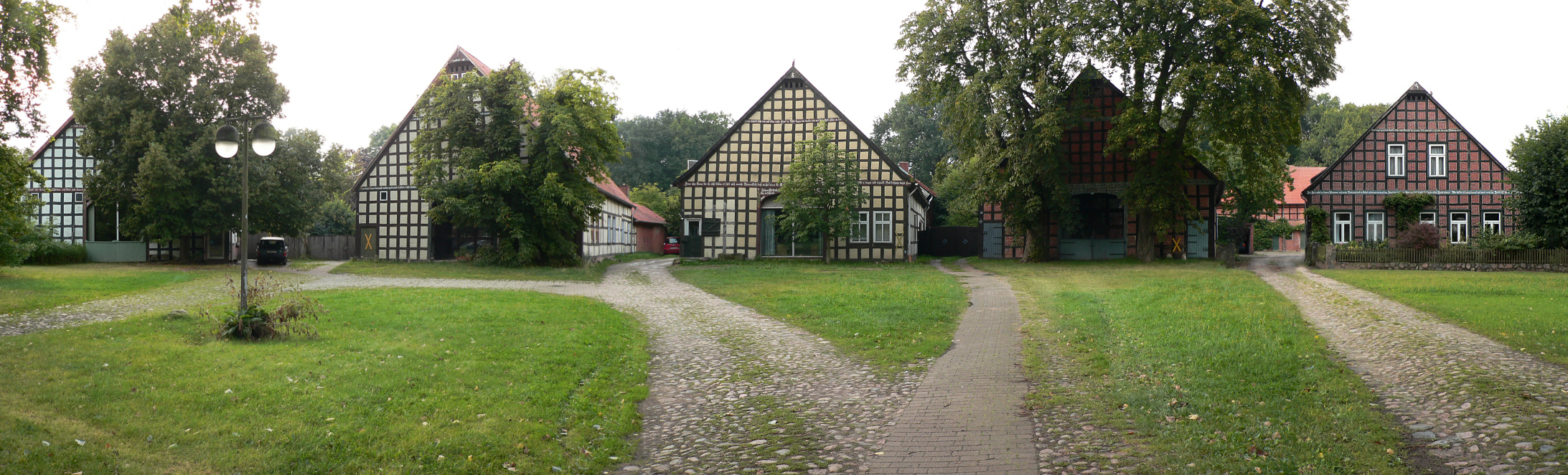
Вид на рундлинг Сатемин в трёх км к западу от Люхова

В ганноверском Вендланде распространён и сохранился тип поселений рундлинг, что в переводе с немецкого означает «круглое поселение». Почти все рундлинги до сих пор носят топонимы славянского происхождения. Хотя круглые деревни в Средние века были широко распространены в Германии и Европе, только в Вендланде планировка и развитие приняли форму деревни, известную сегодня как рундлинг. Причина специфической формы этих деревень до сих пор остаётся предметом исследований.
Форма рундлинга до сих пор встречается в топологии более 100 деревень. Значительное количество рундлингов также сохранилось в соседнем регионе Альтмарк и в восточных частях районов Люнебург и Ильцен. В отличие от рундлингов в Ганноверском Вендланде, они часто подвергаются более серьёзной реконструкции. Относительная изолированность и низкий уровень экономического развития региона часто упоминаются в качестве причин необычайно хорошей сохранности рундлингов в Ганноверском Вендланде. Однако, по-видимому, важную роль сыграли и социально-культурные причины.